# 姚崇

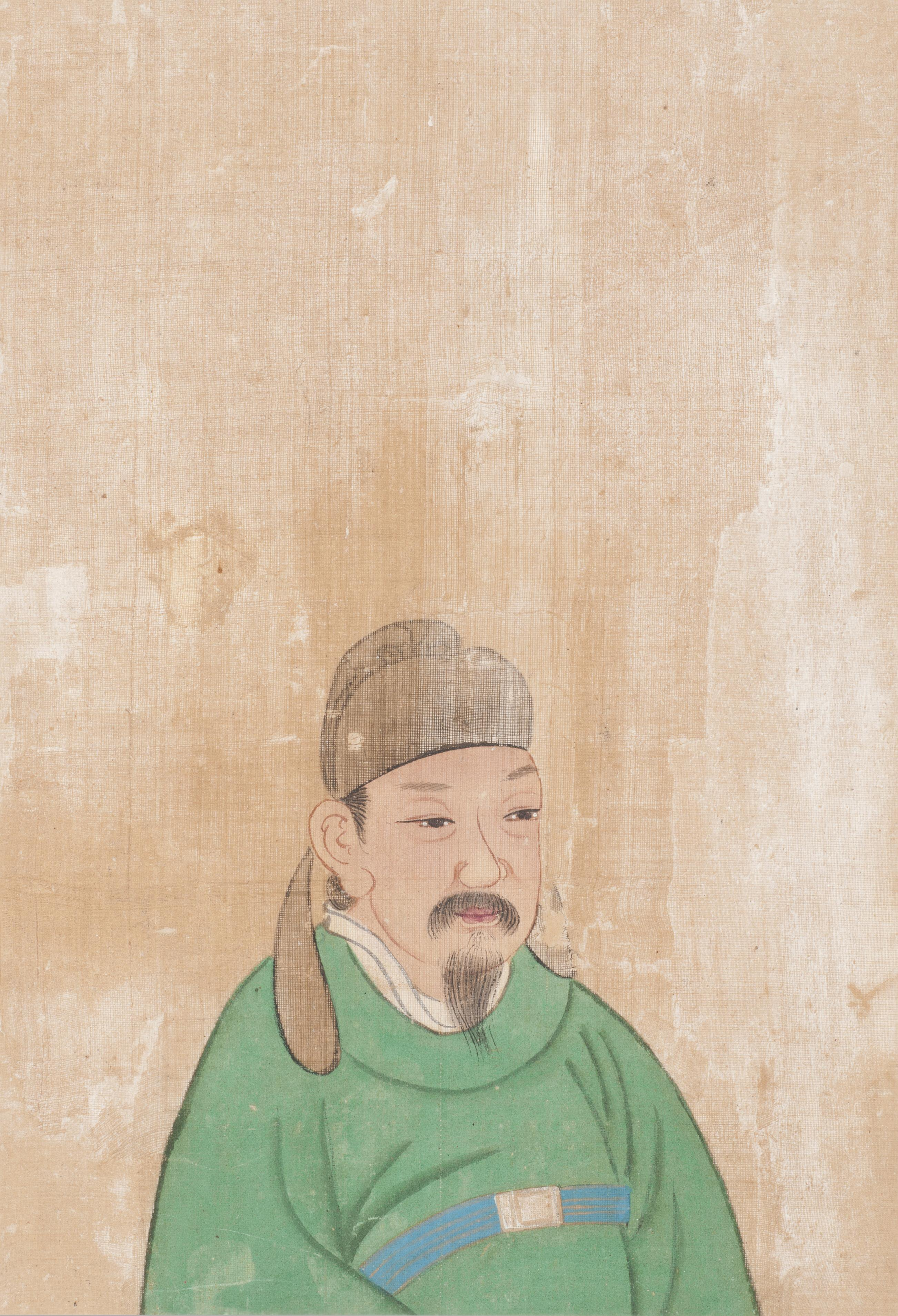
姚崇

姚 崇（よう すう、650年 – 721年）は、中国唐代の政治家。初名は姚元崇といい、その後、姚元之、姚崇と改名。

## 経歴
650年、陝州硤石県において姚懿（字は善意）の子として出生。父は太宗期において地方官を務めた人物であり、姚崇もその関係から官界に入ったいわゆる恩蔭系の官人であった。高宗の皇太子李弘の秘書官として出発し、兵部郎中の職にあった696年から697年にかけては、契丹の侵攻に際して的確な対応を見せ、その政務処理能力の高さを武則天に見出される。698年武則天によって宰相に抜擢され、その後中宗期には一旦退くが、睿宗期に再度その地位に復帰。しかし太平公主と対立したことから再度失脚させられ、申州刺史に左遷された。
712年、皇太子であった李隆基が太平公主を滅ぼし、玄宗として即位すると、その手腕を見込まれて三たび宰相として復活。以後、玄宗の厚い信任の下に様々な政治改革に着手し、奢侈を戒め、刑罰を正し、租税負担の軽減や皆兵制度の撤廃を通じて民衆生活の安定に努めた。これにより戸口が増加し産業が発展、同時期に政権の中枢にあった宋璟とともに、いわゆる「開元の治」と呼ばれる盛世をもたらした功労者となった。臨機応変に政務をこなす姚崇に対し、宋璟は法規を着実に運用して厳格に事を進める人物であり、両者はその手法においては対照的ではありながらも、互いに補い合って改革の推進に当たった。その事跡は、『旧唐書』列伝第46、及び『新唐書』列伝第49に、「姚崇・宋璟伝」として纏められており、後世の史家は、太宗期の「貞観の治」の立役者である「房杜」（房玄齢と杜如晦）に対比して、両者を「姚宋」と併称した。
716年、収賄の罪に問われた趙誨を擁護したことで玄宗の不興を買い、それを契機として宰相の座を辞任。後任の宰相には姚崇の推挙により宋璟が就任した。

## 「伴食大臣」
ある時姚崇が不在であった際に黄門監の盧懐慎が政務を代行したが、姚崇に比べると裁決に迅速を欠くこと甚だしく、大いに政務が遅滞した。このため人々は盧懐慎のことを相伴の大臣という意味で「伴食宰相」と呼んだ。今日に至るまで能力・実権に欠ける大臣のことを「伴食大臣」と呼ぶのは、この故事に端を発するという。